# 娘・妻・母
娘・妻・母（むすめ つま はは、Daughters, Wives and a Mother）は、1960年に公開された日本映画。監督成瀬巳喜男。カラー。

## あらすじ
東京の坂西家には、母のあき、長男勇一郎と和子の夫婦とその息子、会社勤めの三女春子が住んでいる。そこに日本橋の旧家に嫁いだ長女の早苗が、夫、姑との仲がうまくいかず身を寄せていて、外にはカメラマンの次男・礼二、嫁いだ二女の薫の5人の子どもがいる。
そんな中、早苗の夫が旅行中の事故で亡くなり、まもなく婚家から追い出されるように実家住まいとなる。早苗は死亡保険金を入手していた。
勇一郎は町工場をやっている和子の叔父に投資しているが、更に融資を申し込まれ、その金の用立てを早苗に頼み彼女は承諾する。
ある日、早苗、春子、礼二夫妻は甲府のブドウ園に遊ぶ。そこの醸造技師の黒木は早苗に好意を寄せているが、早苗には京都の紳士・五条との見合い話も舞い込んでいる。やがて黒木と早苗の仲が接近して、互いに好意を寄せあっていく。
一方、保母をする二女の薫は姑との同居に嫌気がさし、夫と家を出るために必要な資金を早苗から借り受ける。
やがて、勇一郎は金を貸した親戚の工場が破産して行方をくらましたのを知る。その金は勇一郎が母親に内緒で自宅を抵当に入れて借り入れたもので、すぐ家族会議を開く。
家を手放すことで借金返済はできるが、これから母の面倒を誰がみるかという話に及び、弟妹たちは親の扶養義務をなすりつけ合いズバズバ言い合うが結論は出ない。
早苗は、先日見合いした五条が京都の茶道家元で、母付きでも結婚したいと申し出ているので、その縁談を進めたいと考える。また、和子はあきを放っておけないので、自分たち夫婦で引き取ろうと勇一郎に持ちかける。しかし、あきは老人ホーム入所を考えている。
早苗は黒木を呼び出して別れた。和子は老人ホームからあき宛てに届いた郵便物を見つけそっとポケットにしまった。そして、あきは近くの公園で、内職で子ども預かりをしている老人と知り合い、これなら自分にもできそうだと思った。

## キャスト
以下の役名と出演者名は東宝に従った。
- 坂西あき（母）- 三益愛子
- 坂西勇一郎（長男）- 森雅之
- 坂西和子（妻）- 高峰秀子
- 坂西義郎（勇一郎の息子）- 松岡高史
- 坂西春子（三女）- 団令子
- 曾我早苗（長女）- 原節子
- 谷薫（二女）- 草笛光子
- 谷英隆（薫の夫）- 小泉博
- 谷加代（英隆の母）- 杉村春子
- 坂西礼二（二男）- 宝田明
- 坂西美枝（礼二の妻）- 淡路恵子
- 朝吹真（春子の恋人）- 太刀川寛
- 黒木信吾（醸造技師）- 仲代達矢
- 鉄本庄介（和子の叔父）- 加東大介
- 戸塚菊（早苗の友人）- 中北千枝子
- とよ（美枝の友人）- 加代キミ子
- 五条宗慶（早苗の見合の相手）- 上原謙
- たみ（坂西家の女中）- 江幡秀子
- モデル - 笹森礼子
- 女事務員 - 杉浦千恵

## スタッフ
以下のスタッフ名は東宝に従った。
- 製作 - 藤本真澄
- 監督 - 成瀬巳喜男
- 脚本 - 井手俊郎、松山善三
- 撮影 - 安本淳
- 美術 - 中古智
- 録音 - 藤好昌生、下永尚
- 照明 - 石井長四郎
- 音楽 - 斎藤一郎
- 編集 - 大井英史